# Residenza reale
Le residenze reali o palazzi reali, nella monarchia, sono le case del sovrano e degli altri membri della famiglia reale. Sono considerate residenze reali i luoghi in cui vivono, lavorano o mantengono il re o la regina al potere, il suo consorte e i suoi discendenti diretti, i loro figli e gli altri principi e principesse.
Queste possono essere residenze private, dove vivono i membri della famiglia reale; delle residenze ufficiali, dove hanno i loro uffici o prestano servizio per ricevimenti o visite ufficiali; per residenze estive, di vacanza o ad uso speciale; oppure residenze storiche, che in passato erano abitate da membri della famiglia reale, ma non più. Generalmente si tratta di palazzi e ville situati nella capitale del paese e in altre città, che la casa reale ha ottenuto o fatto costruire nel corso della sua storia. Questi palazzi, generalmente di grandi dimensioni, sono dotati di numerose stanze, stanze private, saloni per feste, sale per banchetti, sale da musica, gallerie, e sono disposti in un corpo centrale e una o due ali laterali. Hanno anche ampi e bellissimi giardini, o addirittura una foresta di caccia.
In alcune monarchie, la maggior parte delle residenze sono aperte al pubblico (tranne le residenze private); o tutto l'anno quando il monarca non è presente. Hanno interessanti musei legati alla storia della casa reale o della monarchia in generale. È inoltre possibile visitare i giardini, alcune stanze o sale e, se del caso, le tombe dei monarchi precedenti.

## Africa

### Egitto
| Residenza       | Immagine | Città    | Funzione                                        | Note  |
| --------------- | -------- | -------- | ----------------------------------------------- | ----- |
| Palazzo 'Abidin |          | Il Cairo | Residenza del sovrano d'Egitto dal 1874 al 1952 | [ 1 ] |

### Etiopia
| Residenza             | Immagine | Città       | Funzione                                                                   | Note  |
| --------------------- | -------- | ----------- | -------------------------------------------------------------------------- | ----- |
| Palazzo di Menelik II |          | Addis Abeba | Residenza imperiale etiope fino al 1974                                    | [ 2 ] |
| Palazzo del Giubileo  |          | Addis Abeba | Costruito nel 1955 da Hailé Selassié per celebrare il suo 25° Giubileo     | [ 3 ] |
| Palazzo Guenete Leul  |          | Addis Abeba | Il palazzo fu costruito tra il 1930 e il 1932 per volere di Hailé Selassié | [ 4 ] |

 Libia 
| Residenza     | Immagine | Città   | Funzione                                                                   | Note |
| ------------- | -------- | ------- | -------------------------------------------------------------------------- | ---- |
| Palazzo Reale |          | Tripoli | Costruito dal governo italiano, divenne la residenza reale del Re di Libia |      |

### Marocco
| Residenza      | Immagine | Città | Funzione                                             | Note        |
| -------------- | -------- | ----- | ---------------------------------------------------- | ----------- |
| Dâr-al-Makhzen |          | Rabat | Residenza ufficiale del sovrano del Regno di Marocco | [ 5 ] [ 6 ] |

## America

### Brasile
| Residenza             | Immagine | Città          | Funzione                                                                      | Note |
| --------------------- | -------- | -------------- | ----------------------------------------------------------------------------- | ---- |
| Palazzo imperiale     |          | Rio de Janeiro | Residenza del sovrano portoghese in Brasile e poi degli Imperatori brasiliani |      |
| Paço de São Cristóvão |          | Rio de Janeiro | Residenza degli imperatori del Brasile fino al 1889                           |      |
| Palazzo Guanabara     |          | Rio de Janeiro | Dimora della Principessa Isabella e del marito, Gastone d'Orléans             |      |
| Palazzo di Petrópolis |          | Petrópolis     | Residenza estiva di Pietro II del Brasile                                     |      |

### Messico
| Residenza               | Immagine | Città             | Funzione                                      | Note |
| ----------------------- | -------- | ----------------- | --------------------------------------------- | ---- |
| Palazzo Nazionale       |          | Città del Messico | Residenza di Massimiliano I del Messico       |      |
| Castello di Chapultepec |          | Città del Messico | Dimora di Massimiliano e Carlotta del Messico |      |

### Hawaii
| Residenza       | Immagine | Città    | Funzione                                     | Note |
| --------------- | -------- | -------- | -------------------------------------------- | ---- |
| Palazzo ʻIolani |          | Honolulu | Residenza ufficiale del sovrano delle Hawaii |      |

## Asia

### Brunei
| Residenza         | Immagine | Città               | Funzione                                   | Note |
| ----------------- | -------- | ------------------- | ------------------------------------------ | ---- |
| Istana Nurul Iman |          | Bandar Seri Begawan | Residenza ufficiale del Sultano del Brunei |      |

## Europa

### Albania
| Residenza              | Immagine | Città   | Funzione | Note |
| ---------------------- | -------- | ------- | --- | ---- |
| Palazzo delle Brigate  |          | Tirana  | Residenza ufficiale del Presidente dell’Albania (2013-in corso) Residenza ufficiale del Re d'Albania(1941-1945) |      |
| Villa Reale di Durazzo |          | Durazzo | Residenza estiva della famiglia reale albanese.                                                                 |      |
| Villa Reale di Shirokë |          | Shirokë | Residenza estiva della famiglia reale albanese.                                                                 |      |

### Austria
| Residenza              | Immagine | Città                | Funzione                                                                                               | Note |
| ---------------------- | -------- | -------------------- | --- | --- |
| Castello di Schönbrunn |          | Vienna               | Residenza estiva degli Asburgo, dal XVIII secolo fino al 1918                                          | |
| Complesso di Hofburg   |          | Vienna               | Residenza invernale asburgica, oggi è la residenza ufficiale del presidente austriaco                  | |
| Castello del Belvedere |          | Vienna               | Residenza di Eugenio di Savoia e poi dell'Arciduca Francesco Ferdinando                                | |
| Palazzo Augarten       |          | Vienna               | Residenze dell'Arciduca Ottone d'Asburgo-Lorena                                                        | |
| Palazzo Modena         |          | Vienna               | Dimora viennese degli Austria-Este                                                                     | [ 7 ] |
| Hermesvilla            |          | Vienna               | Residenza di caccia della casa imperiale, fu donata ad Elisabetta che ne fece la sua residenza privata | Hermesvilla, su wienmuseum.at. URL consultato il 24 dicembre 2024 (archiviato dall'url originale il 1º ottobre 2015). |
| Castello di Hetzendorf |          | Vienna               | Dimora estiva o di caccia di Francesco Giuseppe, di Carlo I e della moglie Zita di Borbone-Parma       | |
| Hofburg                |          | Innsbruck            | Era la residenza estiva della famiglia imperiale ad Innsbruck                                          | |
| Castello di Klessheim  |          | Salisburgo           | Nel 1866 divenne residenza permanente dell'arciduca Ludovico Vittorio d'Asburgo-Lorena                 | |
| Kaiservilla            |          | Bad Ischl            | Residenza privata e di caccia di Francesco Giuseppe                                                    | |
| Castello di Laxenburg  |          | Laxenburg            | Residenza estiva dove nacquero Gisella, Rodolfo ed Elisabetta Maria d'Asburgo-Lorena                   | |
| Castello di Eckartsau  |          | Artstetten- Pöbring  | Dimora estiva di Carlo I e della sua famiglia                                                          | |
| Villa Wartholz         |          | Reichenau an der Rax | Residenza di caccia di Carlo Ludovico d'Asburgo-Lorena                                                 | |

### Belgio
| Residenza                | Immagine | Città     | Funzione | Note |
| ------------------------ | -------- | --------- | --- | --- |
| Palazzo Reale            |          | Bruxelles | Residenza ufficiale del Re dei Belgi                                                                              | Palace of Brussels, su monarchie.be. URL consultato il 24 dicembre 2024 (archiviato dall'url originale il 10 settembre 2004). |
| Castello di Laeken       |          | Bruxelles | Residenza privata del sovrano belga                                                                               | |
| Castello del Stuyvenberg |          | Bruxelles | Residenza delle regine vedove Elisabetta e Fabiola, la quale lasciòil castello al nipote Filippo                  | |
| Castello del Belvédère   |          | Bruxelles | Residenza del Principe di Liegi, fu abitato da Alberto II e dalla regina Paola anche dopo la loro ascesa al trono | |
| Ciergnon Castle          |          | Ciergnon  | Residenza di caccia di Leopoldo I del Belgio                                                                      | [ 8 ] |

### Bulgaria
| Residenza     | Immagine | Città | Funzione                                                                                 | Note |
| ------------- | -------- | ----- | ---------------------------------------------------------------------------------------- | ---- |
| Palazzo Reale |          | Sofia | Residenza ufficiale del sovrano di Bulgaria                                              |      |
| Euxinograd    |          | Varna | Residenza estiva della famiglia reale bulgara. Morì la zarina Eleonora di Reuss-Köstritz |      |

### Città del Vaticano
| Residenza          | Immagine | Città           | Funzione                           | Note |
| ------------------ | -------- | --------------- | ---------------------------------- | ---- |
| Palazzo Apostolico |          | Roma            | Residenza ufficiale del Ponteficie |      |
| Palazzo Pontificio |          | Castel Gandolfo | Residenza papale estiva            |      |

### Danimarca
| Residenza                 | Immagine | Città          | Funzione                                                              | Note |
| ------------------------- | -------- | -------------- | --------------------------------------------------------------------- | ---- |
| Palazzo di Amalienborg    |          | Copenaghen     | Residenza ufficiale del sovrano di Danimarca                          |      |
| Palazzo di Christiansborg |          | Copenaghen     | Sede del Parlamento ma alcune zone utilizzate dalla famiglia reale    |      |
| Palazzo di Frederiksberg  |          | Copenaghen     | Residenza estiva per la famiglia reale fino alla metà del XIX secolo. |      |
| Palazzo di Fredensborg    |          | Fredensborg    | Residenza di primavera ed autunnale della casa reale danese           |      |
| Palazzo di Marselisborg   |          | Aarhus         | Costruito per Cristiano IX, è al residenza estiva della casa reale    |      |
| Palazzo di Sorgenfri      |          | Lyngby-Taarbæk | Palazzo del Principe Knud e della moglie Carolina Matilde             |      |
| Palazzo di Gråsten        |          | Gråsten        | Residenza estiva di Federico IX e della regina Ingrid di Danimarca    |      |

### Finlandia
| Residenza         | Immagine | Città    | Funzione                                                                             | Note |
| ----------------- | -------- | -------- | ------------------------------------------------------------------------------------ | ---- |
| Palazzo Imperiale |          | Helsinki | Residenza ufficiale dello Zar di Russia ad Helsinki, in quanto Granduca di Finlandia |      |

### Francia
| Residenza                         | Immagine | Città                 | Funzione | Note                                               |
| --------------------------------- | -------- | --------------------- | --- | -------------------------------------------------- |
| Reggia di Versailles              |          | Versailles            | Residenza reale del Re di Francia e centro di potere durante i regni dei sovrani Luigi XIV, Luigi XV e Luigi XVI                  | Welcome to Versailles, su en.chateauversailles.fr. |
| Palazzo del Louvre                |          | Parigi                | Residenza del re di Francia dal 1546 al 1789, de facto fino al 1678, quando re Luigi XIV si trasferì a Versailles                 |                                                    |
| Palazzo delle Tuileries           |          | Parigi                | Residenza reale da Enrico IV a Luigi Filippo di Francia, ma anche degli Imperatori Napoleone I e Napoleone III                    |                                                    |
| Palais-Royal                      |          | Parigi                | Fu la residenza della dinastia Borbone-Orléans fino al 1848                                                                       |                                                    |
| Palazzo del Lussemburgo           |          | Parigi                | Commissionata per la regina Maria de' Medici, dal 1814 ospita parte del Parlamento francese e dal 1958 è sede del Senato francese |                                                    |
| Castello di Fontainebleau         |          | Fontainebleau         | Fu residenza reale da Francesco I Valois a Napoleone III Bonaparte                                                                |                                                    |
| Castello di Saint-Germain-en-Laye |          | Saint-Germain-en-Laye | Residenza del re di Francia fino al 1682. Venne ospitato dal re di Inghilterra, Giacomo II, che vi morì in esilio nel 1701.       |                                                    |
| Castello di Compiègne             |          | Compiègne             | Fu costruito da re Luigi XV di Francia come residenza di caccia. Napoleone III e la moglie Eugenia loro palazzo autunnale         |                                                    |
| Castello d'Eu                     |          | Eu                    | Dimora estiva del re Luigi Filippo I                                                                                              | [ 10 ]                                             |
| Castello di Chambord              |          | Chambord              | Fu costruito per volere di Francesco I di Francia                                                                                 |                                                    |

### Germania
| Residenza                  | Immagine | Città             | Funzione | Note |
| -------------------------- | -------- | ----------------- | --- | ---- |
| Castello di Berlino        |          | Berlino           | Fu la residenza dell'Elettore di Brandeburgo, del Re di Prussia e dell'Imperatore di Germania                                           |      |
| Castello di Charlottenburg |          | Berlino           | Venne costruita per la regina Sofia Carlotta di Prussia, per poi divenire una delle residenze berlinesi degli Hohenzollern              |      |
| Palazzo Bellevue           |          | Berlino           | Residenza estiva di Augusto Ferdinando di Prussia, oggi dimora ufficiale del Presidente della Germania                                  |      |
| Palazzo di Sanssouci       |          | Potsdam           | Fu costruito per volere di Federico II il Grande, per poi essere ampliato dal re Federico Guglielmo IV di Prussia                       |      |
| Neues Palais               |          | Potsdam           | Fu costruito da Federico II, ma venne utilizzato per la prima volta dal Kaiser Guglielmo II come residenza estiva dal 1888 al 1918      |      |
| Palazzo di Marmo           |          | Potsdam           | Venne eretto per volere del re Federico Guglielmo II di Prussia. Fu la residenza dei principi ereditari Guglielmo e Cecilia di Germania |      |
| Stadtschloss               |          | Potsdam           | Fu una delle residenze principali dei sovrani Federico Guglielmo II, Federico Guglielmo III e Federico Guglielmo IV di Prussia          |      |
| Castello di Dresda         |          | Dresda            | Fu la residenza di sovrani di Sassonia dal 1547 al 1918                                                                                 |      |
| Zwinger                    |          | Dresda            | Venne commissionato per Augusto II di Polonia, elettore di Sassonia                                                                     |      |
| Castello di Karlsruhe      |          | Karlsruhe         | Residenza ufficiale del Granduca di Baden                                                                                               |      |
| Residenz                   |          | Monaco di Baviera | Fu la residenza dei Duchi, Elettori e Re di Baviera                                                                                     |      |
| Castello di Nymphenburg    |          | Monaco di Baviera | Fu la residenza estiva del Re di Baviera                                                                                                |      |
| Castello di Fürstenried    |          | Monaco di Baviera | Residenza di re Ottone I di Baviera |      |
| Castello di Schleißheim    |          | Oberschleißheim   | Venne costruito per Massimiliano II Emanuele di Baviera, per poi divenire residenza estiva del Re di Baviera                            |      |
| Castello di Hohenschwangau |          | Schwangau         | Venne rinnovato nel 1829 da Massimiliano II di Baviera, divenendo un'ulteriore residenza reale estiva                                   |      |
| Castello di Neuschwanstein |          | Schwangau         | Fu costruito da Ludovico II di Baviera quale residenza personale                                                                        |      |
| Castello di Herrenchiemsee |          | Chiemsee          | Fu costruito da Ludovico II di Baviera quale residenza personale                                                                        |      |
| Castello di Linderhof      |          | Ettal             | Fu costruito da Ludovico II di Baviera quale residenza personale                                                                        |      |
| Palazzo Nuovo              |          | Stoccarda         | Costruito per volere del duca Carlo II Eugenio di Württemberg a partire dal 1744, fu la residenza dei Sovrani di Württemberg            |      |
| Castello di Ludwigsburg    |          | Ludwigsburg       | Ludwigsburg fu la residenza ufficiale del Duca di Württemberg nel XVIII secolo                                                          |      |

### Grecia
| Residenza                            | Immagine | Città             | Funzione | Note          |
| ------------------------------------ | -------- | ----------------- | --- | ------------- |
| Vecchio Palazzo reale                |          | Atene             | Fu la residenza dei sovrani di Grecia fra il 1843 ed il 1909, quando fu danneggiato da un incendio. Oggi ospita il Parlamento ellenico       |               |
| Nuovo Palazzo Reale                  |          | Atene             | Venne costruito per l'erede al trono Costantino, dal 1909 al 1967 fu la residenza ufficiale del re degli Elleni                              |               |
| Torre della Regina                   |          | Atene             | Piccola residenza costruita per volere di Ottone di Grecia per la moglie, la regina Amalia                                                   |               |
| Palazzo di Tatoi                     |          | Acharnes          | Fu la residenza estiva della famiglia reale greca, che si trova a pochi chilometri da Atene                                                  |               |
| Palazzo di Psichiko                  |          | Filothei-Psychiko | Fu realizzato nel 1937 da Giorgio II per il fratello Paolo e la cognata Federica, la quale, una volta vedova, vi risiedette fino al 1967     | [ 11 ] [ 12 ] |
| Palazzo di San Michele e San Giorgio |          | Corfù             | Con l'unione di Corfù alla Grecia nel 1864, divenne la residenza reale nell'isola                                                            |               |
| Villa Mon Repos                      |          | Corfù             | Nel 1864 la vila fu concessa a Giorgio I di Grecia che la trasformò in residenza estiva della Casa Reale. Qui vi nacque Filippo di Edimburgo |               |
| Achilleion                           |          | Corfù             | Servì quale residenza a Corfù dell'Imperatrice Elisabetta d'Austria e del Kaiser Guglielmo II, che utilizzò il palazzo fino al 1914          |               |
| Palataki                             |          | Kalamaria         | Fu costruito negli anni '60 e dal 1963 fu proprietà della famiglia reale, che passò solo una notte nella residenza                           |               |

### Italia
| Residenza                        | Immagine | Città | Funzione | Note                                                                                       |
| -------------------------------- | -------- | --- | --- | ------------------------------------------------------------------------------------------ |
| Palazzo del Quirinale            |          | Roma | Residenza ufficiale del re d'Italia dal 1870 al 1946                                                                                        | Il Quirinale è un palazzo vivo e vitale per la nostra democrazia, su palazzo.quirinale.it. |
| Villa Savoia                     |          | Roma | Residenza privata di Vittorio Emanuele III                                                                                                  |                                                                                            |
| Tenuta di Castelporziano         |          | Castel Porziano | Dal 1872 al 1946 fu residenza di caccia del re d'Italia, a partire da Vittorio Emanuele II di Savoia                                        | [ 13 ]                                                                                     |
| Tenuta di San Rossore            |          | San Rossore | Con l'Unita d'Italia divenne proprietà dei Savoia, divenendo la tenuta di caccia di Vittorio Emanuele II, Umberto I e Vittorio Emanuele III |                                                                                            |
| Reggia di Caserta                |          | Caserta | Venne costruito da Carlo di Borbone e fu, insieme a Palazzo reale, la residenza principale del Re delle Due Sicilie                         |                                                                                            |
| Belvedere di San Leucio          |          | San Leucio | Fu voluto dal re Carlo di Borbone |                                                                                            |
| Palazzo Reale                    |          | Napoli | Fu la sede del Viceré delle Due Sicilie spagnole, per poi divenire la residenza ufficiale, assieme a Caserta, del Re delle Due Sicilie      |                                                                                            |
| Reggia di Capodimonte            |          | Napoli | Venne costruito da Carlo di Borbone come tenuta di caccia                                                                                   |                                                                                            |
| Villa Rosebery                   |          | Napoli | Fu usata dai Principi di Piemonte, per poi essere utilizzata direttamente dal Re il quale vi si trasferì nel 1944                           |                                                                                            |
| Casina Vanvitelliana             |          | Bacoli | Fu tenuta di caccia dei Borbone |                                                                                            |
| Reggia di Quisisana              |          | Castellammare di Stabia                                                                                               | Fu una residenza borbonica |                                                                                            |
| Reggia di Portici                |          | Portici | Fu costruito nel 1738 per volere di Carlo di Borbone e della moglie Maria Amalia di Sassonia                                                |                                                                                            |
| Reale tenuta di Carditello       |          | San Tammaro | Fu una delle tenute dei Borbone Due-Sicilie                                                                                                 |                                                                                            |
| Castello Ursino                  |          | Catania | Residenza dei Sovrani di Sicilia della dinastia aragonese fra cui Federico III.                                                             |                                                                                            |
| Palazzo dei Normanni             |          | Palermo | Dede imperiale con Federico II e Corrado IV                                                                                                 |                                                                                            |
| Palazzo della Favara             |          | Palermo | Reggia di Ruggero I e Ruggero II di Sicilia                                                                                                 |                                                                                            |
| Palazzina Cinese                 |          | Palermo | Fu costruita nel 1799 per Ferdinando I delle Due Sicilie                                                                                    |                                                                                            |
| Real Casina di Caccia di Ficuzza |          | Corleone | Tenuta dei Borbone, re Ferdinando I vi visse ininterrottamente dal 1810 al 1813                                                             |                                                                                            |
| Palazzo Regio                    |          | Cagliari | Residenza sarda del Re di Sardegna |                                                                                            |
| Castello di Miramare             |          | Trieste | Costruito ed abitato dall'arciduca Massimiliano d'Asburgo                                                                                   |                                                                                            |
| Palazzo Pitti                    |          | Firenze | Fu la residenza del Granduca di Toscana, sotto i Medici e gli Asburgo-Lorena                                                                |                                                                                            |
| Palazzo reale                    |          | Torino | Residenza del Duca di Savoia, del Re di Sardegna e del Re d'Italia                                                                          | Royal Palace, su museireali.beniculturali.it.                                              |
| Palazzo Chiablese                |          | Torino | Residenza di Ferdinando di Genova. Vi nacque la regina Margherita di Savoia                                                                 |                                                                                            |
| Castello del Valentino           |          | Torino | Tenuta di Caccia torinese di Casa Savoia |                                                                                            |
| Palazzo Madama                   |          | Torino | Fu dapprima abitato da Madama Cristina di Borbone-Francia, detta la "prima Madama Reale"                                                    |                                                                                            |
| Palazzo Carignano                |          | Torino | Residenza del ramo cadetto Savoia-Carignano, poi sede del Parlamento Subalpino                                                              |                                                                                            |
| Villa della Regina               |          | Torino | Costruita per Maurizio di Savoia, venne abitata da Ludovica di Savoia, Anna Maria d'Orléans, Polissena d'Assia, regine di Sardegna          |                                                                                            |
| Reggia di Venaria Reale          |          | Venaria Reale | Tenuta di Caccia dei Savoia, voluta da Carlo Emanuele II di Savoia                                                                          |                                                                                            |
| Castello della Mandria           |          | Venaria Reale | Voluto ed abitato da Vittorio Emanuele II di Savoia                                                                                         |                                                                                            |
| Palazzina di caccia di Stupinigi |          | Nichelino | Tenuta di caccia ridimensionata dal re Vittorio Amedeo II di Savoia                                                                         |                                                                                            |
| Castello di Rivoli               |          | Rivoli | Venne abitato da Vittorio Amedeo II nei suoi ultimi anni di vita                                                                            |                                                                                            |
| Castello di Moncalieri           |          | Moncalieri | Carlo Emanuele I diede iniziò ai lavori del Castello, che divenne la residenza preferita di Vittorio Amedeo II di Sardegna                  |                                                                                            |
| Castello ducale di Agliè         |          | Aglié | Fu acquisito da Benedetto Maria Maurizio di Savoia, l Duca di Chiablese per poi passare ai Savoia-Genova                                    |                                                                                            |
| Castello di Govone               |          | Govone | Residenza estiva di Casa Savoia |                                                                                            |
| Reggia di Valcasotto             |          | Garessio | Dimora estiva di re Carlo Alberto | [ 14 ]                                                                                     |
| Castello Reale di Racconigi      |          | Racconigi | Divenne di proprietà dei Savoia a partire dalla seconda metà del XIV secolo. I Savoia passavano qui il periodo estivo ed autunnale          |                                                                                            |
| Castel Savoia                    |          | Gressoney-Saint-Jean                                                                                                  | Residenza di montagna della regina Margherita di Savoia                                                                                     |                                                                                            |
| Villa Reale                      |          | Conquistata Milano, divenne la residenza milanese di Napoleone e poi Eugenio di Beauharnais, viceré d'Italia nel 1805 | |                                                                                            |
| Palazzo Reale                    |          | Fu costruito fra il 1770 ed il 1778, sotto il dominio austriaco                                                       | |                                                                                            |
| Villa Reale                      |          | Monza | Fu costruita da Maria Teresa per il figlio Ferdinando, divenendo poi la residenza preferita di Margherita di Savoia                         |                                                                                            |
| Palazzo Reale                    |          | Genova | Fu la residenza del principe Oddone Eugenio di Savoia                                                                                       |                                                                                            |

### Liechtenstein
| Residenza         | Immagine | Città | Funzione                                | Note |
| ----------------- | -------- | ----- | --------------------------------------- | ---- |
| Castello di Vaduz |          | Vaduz | Residenza del Principe di Liechtenstein |      |

### Lussemburgo
| Residenza          | Immagine | Città       | Funzione                                             | Note |
| ------------------ | -------- | ----------- | ---------------------------------------------------- | ---- |
| Palazzo Granducale |          | Lussemburgo | Residenza ufficiale del Granduca di Lussemburgo      |      |
| Castello di Berg   |          | Colmar-Berg | Residenza privata della famiglia granducale dal 1911 |      |

### Principato di Monaco|Monaco
| Residenza                      | Immagine | Città  | Funzione                                   | Note |
| ------------------------------ | -------- | ------ | ------------------------------------------ | ---- |
| Palazzo dei Principi di Monaco |          | Monaco | Residenza ufficiale del Principe di Monaco |      |

### Montenegro
| Residenza            | Immagine | Città     | Funzione                                                                             | Note          |
| -------------------- | -------- | --------- | ------------------------------------------------------------------------------------ | ------------- |
| Palazzo di Re Nicola |          | Cettigne  | Residenza ufficiale della famiglia reale montenegrina dal 1867 al 1916               |               |
| Biljarda             |          | Cettigne  | Il palazzo fu costruito per volontà del principe Pietro II Petrovic-Njegoš nel 1838  | [ 15 ]        |
| Palazzo Azzurro      |          | Cettigne  | Fu la residenza dell'erede al trono Danilo                                           | [ 16 ]        |
| Palazzo Reale        |          | Podgorica | Residenza invernale della famiglia reale a Podgorica, costruito da Nicola I nel 1889 |               |
| Palazzo Reale        |          | Nikšić    | Venne commissionato per Nicola I del Montenegro, fu utilizzato poche volte           | [ 17 ] [ 18 ] |
| Palazzo Reale        |          | Bar       | Fu un regalo di Nicola I per la figlia Zorka ed il genero Pietro, poi re di Serbia   | [ 19 ]        |

### Norvegia
| Residenza     | Immagine | Città     | Funzione                                                                          | Note |
| ------------- | -------- | --------- | --------------------------------------------------------------------------------- | ---- |
| Palazzo reale |          | Oslo      | Residenza del sovrano svedese ad Oslo, e poi palazzo ufficiale del Re di Norvegia |      |
| Stiftsgården  |          | Trondheim | Residenza ufficiale della famiglia reale norvegese a Trondheim                    |      |
| Skaugum       |          | Asker     | Residenza di Haakon e della moglie Mette-Marit.                                   |      |

### Paesi Bassi
| Residenza          | Immagine | Città     | Funzione                                                                                  | Note |
| ------------------ | -------- | --------- | ----------------------------------------------------------------------------------------- | ---- |
| Palazzo reale      |          | Amsterdam | Residenza reale della famiglia reale nella capitale olandese                              |      |
| Palazzo Noordeinde |          | L'Aia     | È il palazzo "di lavoro" del monarca olandese                                             |      |
| Huis ten Bosch     |          | L'Aia     | Residenza ufficiale della famiglia reale dei Paesi Bassi                                  |      |
| Palazzo di Het Loo |          | Apeldoorn | Residenza estiva della Casa di Orange-Nassau, dal 1815 dinastia regnante dei Paesi Bassi. |      |
| Palazzo Soestdijk  |          | Soest     | Fu la residenza della regina Giuliana e del marito, il principe Bernard                   |      |

### Polonia
| Residenza            | Immagine | Città    | Funzione                                                                          | Note          |
| -------------------- | -------- | -------- | --------------------------------------------------------------------------------- | ------------- |
| Castello Reale       |          | Varsavia | Dimora del sovrano polacco a Varsavia                                             |               |
| Palazzo di Wilanów   |          | Varsavia | Residenza di Augusto II di Polonia                                                |               |
| Palazzo del Belweder |          | Varsavia | Proprietà di Stanislao II Augusto e poi residenza del Granduca Costantino Romanov | [ 20 ] [ 20 ] |
| Palazzo Łazienki     |          | Varsavia | Dimora estiva di Stanislao II Augusto                                             | [ 21 ]        |

### Portogallo
| Residenza                  | Immagine | Città       | Funzione | Note   |
| -------------------------- | -------- | ----------- | --- | ------ |
| Palazzo Nazionale di Ajuda |          | Lisbona     | Fu la residenza ufficiale di Luigi I del Portogallo                                                                    |        |
| Palácio Nacional de Belém  |          | Lisbona     | Usato di rado dalla casa reale, oggi è la residenza del Presidente del Portogallo                                      |        |
| Palazzo Necessidades       |          | Lisbona     | Residenza ufficiale del re di Portogallo all'inizio ed alla fine del XIX secolo                                        | [ 22 ] |
| Palazzo Reale di Queluz    |          | Queluz      | Vi visse qui per molti anni la regina Maria, ma per il resto il palazzo non fu molto frequentato dalla famiglia reale. | [ 23 ] |
| Palácio Nacional da Pena   |          | Sintra      | Realizzato per Ferdinando II, fu una delle residenze estive della famiglia reale                                       |        |
| Palazzo Reale              |          | Vila Viçosa | Residenza di caccia di re Carlo I                                                                                      | [ 24 ] |
| Palazzo Nazionale di Mafra |          | Mafra       | Residenza di caccia della Casa reale                                                                                   |        |

### Regno Unito
| Residenza             | Immagine | Città       | Funzione | Note |
| --------------------- | -------- | ----------- | --- | ---- |
| Buckingham Palace     |          | Londra      | Residenza ufficiale del Sovrano del Regno Unito                                                                      |      |
| Palazzo di St. James  |          | Londra      | Fu il palazzo ufficiale del monarca inglese dal 1698 sino al 1837                                                    |      |
| Clarence House        |          | Londra      | Costruita per il Duca di Clarence, fu la residenza della Regina madre e di Carlo III prima della sua ascesa al trono |      |
| Kensington Palace     |          | Londra      | Residenza dei Galles, Gloucester, Kent e del Principe Michael ed anche di Lady Diana                                 |      |
| Hampton Court         |          | Londra      | Nel 1604, il palazzo divenne la residenza del re Giacomo I                                                           |      |
| Castello di Windsor   |          | Windsor     | Residenza di campagna ufficiale della famiglia reale                                                                 |      |
| Sandringham House     |          | Sandringham | Residenza invernale del monarca inglese                                                                              |      |
| Osborne House         |          | Cowes       | Residenza della regina Vittoria e del principe Alberto                                                               |      |
| Castello di Edimburgo |          | Edimburgo   | Residenza della regina Maria di Scozia                                                                               |      |
| Palazzo di Holyrood   |          | Edimburgo   | Residenza ufficiale del sovrano in Scozia                                                                            |      |
| Castello di Balmoral  |          | Crathie     | Residenza estiva del sovrano inglese                                                                                 |      |

### Romania
| Residenza             | Immagine | Città    | Funzione                                                                   | Note   |
| --------------------- | -------- | -------- | -------------------------------------------------------------------------- | ------ |
| Palazzo Reale         |          | Bucarest | Una delle residenze del Re di Romania a Bucarest                           | [ 25 ] |
| Palazzo Cotroceni     |          | Bucarest | Residenza ufficiale del Presidente della Romania                           |        |
| Palazzo di Elisabetta |          | Bucarest | Residenza della regina Elisabetta di Grecia, oggi di Margherita di Romania |        |
| Castello di Peleș     |          | Sinaia   | Residenza reale tra il 1873 e il 1914                                      |        |

### Russia
| Residenza                 | Immagine | Città           | Funzione                                                                                 | Note   |
| ------------------------- | -------- | --------------- | ---------------------------------------------------------------------------------------- | ------ |
| Gran Palazzo del Cremlino |          | Mosca           | Costruito su commissione di Nicola I, era la residenza imperiale a Mosca                 |        |
| Reggia di Peterhof        |          | San Pietroburgo | Fu edificata per Pietro I il Grande                                                      | [ 26 ] |
| Palazzo di Caterina       |          | San Pietroburgo | Costruita su commissione di Caterina I, era la residenza estiva degli zar di Russia      |        |
| Palazzo d'Inverno         |          | San Pietroburgo | Residenza invernale degli zar.                                                           |        |
| Castello Michajlovskij    |          | San Pietroburgo | Residenza di Paolo I di Russia                                                           |        |
| Palazzo Michajlovskij     |          | San Pietroburgo | Costruito per il Gran Duca Michail Pavlovič                                              |        |
| Palazzo di Alessandro     |          | San Pietroburgo | Commissionato per il futuro Alessandro I, residenza imperiale dopo la Domenica di Sangue |        |
| Palazzo di Elagin         |          | San Pietroburgo | Residenza estivo dello Zar Alessandro I                                                  |        |
| Palazzo Vladimirskij      |          | San Pietroburgo | Dimora del Granduca Vladimir Aleksandrovič                                               |        |

### Serbia
| Residenza       | Immagine | Città    | Funzione                                                                                        | Note   |
| --------------- | -------- | -------- | ----------------------------------------------------------------------------------------------- | ------ |
| Palazzo Vecchio |          | Belgrado | Dimora ufficiale della famiglia reale dal 1884 al 1922                                          |        |
| Palazzo Nuovo   |          | Belgrado | Residenza ufficiale di Alessandro I dal 1922 al 1933                                            |        |
| Palazzo Reale   |          | Belgrado | Residenza del Re di Jugoslavia dal 1933 al 1941, oggi è la dimora di Alessandro di Karađorđević |        |
| Beli dvor       |          | Belgrado | Residenze del Principe Paolo, reggente di Jugoslavia                                            | [ 27 ] |

### Spagna
| Residenza                                   | Immagine | Città                    | Funzione                                                                   | Note |
| ------------------------------------------- | -------- | ------------------------ | -------------------------------------------------------------------------- | ---- |
| Palazzo Reale                               |          | Madrid                   | Residenza ufficiale del Re di Spagna                                       |      |
| Palazzo della Zarzuela                      |          | Madrid                   | Residenza privata del Re di Spagna                                         |      |
| Palazzo Reale di El Pardo                   |          | Madrid                   | Costruito per Carlo III, fu la residenza di Francisco Franco               |      |
| Palazzo de l'Almudaina                      |          | Palma di Maiorca         | Residenza estiva del Re di Spagna                                          |      |
| Palazzo Reale della Granja de San Ildefonso |          | San Ildefonso            | Fu fatto costruire nel 1721 dal re Filippo V                               |      |
| Monastero dell'Escorial                     |          | San Lorenzo del Escorial | Residenza di Filippo II di Spagna e Pantheon della famiglia reale spagnola |      |
| Palazzo Reale                               |          | Aranjuez                 | Venne commissionato da Filippo II di Spagna                                |      |

### Svezia
| Residenza                 | Immagine | Città     | Funzione                                                                                  | Note                 |
| ------------------------- | -------- | --------- | ----------------------------------------------------------------------------------------- | -------------------- |
| Palazzo Reale             |          | Stoccolma | Residenza ufficiale del Re di Svezia                                                      |                      |
| Haga Palace               |          | Stoccolma | Residenza dei principi ereditari, Vittoria e Daniel                                       | [ 28 ]               |
| Villa Solbacken           |          | Stoccolma | Dimora di Bertil e Lilian di Svezia, oggi residenza principale del principe Carlo Filippo | [ 29 ]               |
| Castello di Drottningholm |          | Ekerö     | Dal 1981 è la residenza permanente della famiglia reale svedese                           | [ 30 ]               |
| Solliden Palace           |          | Öland     | Residenza estiva dei sovrani                                                              | [ 31 ] [ 32 ] [ 33 ] |
| Stenhammar Palace         |          | Flen      | Dimora di Guglielmo di Svezia                                                             | [ 34 ] [ 35 ]        |

### Ungheria
| Residenza        | Immagine | Città    | Funzione                                              | Note                 |
| ---------------- | -------- | -------- | ----------------------------------------------------- | -------------------- |
| Castello di Buda |          | Budapest | Residenza del sovrano d'Ungheria                      |                      |
| Palazzo Reale    |          | Gödöllő  | Residenza estiva ed invernale di Elisabetta d'Austria | [ 36 ] [ 37 ] [ 38 ] |